# Pedicularis fargesii
Pedicularis fargesii är en snyltrotsväxtart som beskrevs av Adrien René Franchet. Pedicularis fargesii ingår i släktet spiror, och familjen snyltrotsväxter. Inga underarter finns listade i Catalogue of Life.